# Бернард Немодлинский
Бернард Немодлинский (пол. Bernard niemodliński, нем. Bernhard von Oppeln, Falkenberg und Strehlitz; 1374/1378 — 2/4 апреля 1455) — князь Стшелецкий и Немодлинский (1382—1400 правил вместе с братьями), Опольский (1396—1400, правил вместе с Больком IV), владелец Олесно (1401—1455) и Люблинца (1401—1450), Прудника и Глогувека (ок. 1420—1424), Ключборка и Бычины (1434—1450).

## Биография
Представитель опольской линии Силезских Пястов. Четвёртый (младший) сын князя Болеслава III Опольского и Анны, происхождение которой неизвестно. На момент смерти отца в 1382 году несовершеннолетний Бернард оказался под опекой старшего брата Яна Кропидло, избравшего церковную карьеру, и дяди Владислава Опольчика.
Впервые на политической сцене Бернард появляется 6 августа 1396 года, когда во время мирных переговоров между польским королем Владиславом II Ягелло и князьями Опольскими Бернард был помолвлен с Ядвигой, дочерью воеводы краковского Спытко из Мельштына, являвшегося одним из ближайших соратников короля Ягелло. Этот брачный союз должен был гарантировать, что молодые князья Болько IV и Бернард Опольские не пойдут по стопам своего дяди Владислава Опольчика и не начнут войну против Польши. Польские войска удержали города Люблинец и Олесно с округами, которые должны были вернуться к сыновьям Болеслава III только в качестве приданого дочери Спытко из Мельштына.
В 1400 году произошел раздел Опольского княжества между братьями Болеславом IV и Бернардом. Болеслав IV получил Опольское княжество, а его младший брат Бернард — Немодлинское и Стшелецкое княжества, к которым присоединились спустя год после свадьбы с Ядвигой Мельштынской Олесно и Люблинец. В 1402 году князь Бернард Немодлинский был избран председателем союза станов Силезии.
В первые годы самостоятельного правления Бернард пытался проводить политику лояльности польской короне. В 1414 году он участвовал на стороне польского короля Владислава II Ягелло в «Голодной войне» против Тевтонского ордена. Но всё изменилось в 1417 году, когда с претензиями на Опольское княжество, наследство Владислава Опольчика, выступили князья Ян I Жаганьский и Генрих IX Глогувский, сыновья Генриха VIII Врубеля, князя Глогувского и Жаганьского, и Катарины Опольской (дочери Владислава Опольчика). Спор был вынесен на рассмотрение пражского суда. По неизвестным причинам князья опольские не явились на суд в Прагу, который 2 июля 1417 года вынес решение в пользу князей Жаганьских и постановил, чтобы князья Болеслав и Бернард Опольские вернули все территории, которые ранее принадлежали их дяде Владиславу Опольчику. В начале следующего 1418 года судебный приговор был утвержден чешским королем Вацлавом IV Люксембургским. Однако решение пражского суда не было исполнено. В 1419 году после внезапной смерти Вацлава IV началась борьба за чешский королевский престол. В течение следующих лет, вплоть до отмены решения пражского суда германским императором и чешским королем Сигизмундом Люксембургским 16 сентября 1435 года, князья Болеслав IV и Бернард Немодлинский должны были тесно сотрудничать с Люксембургской династией, чтобы надеяться на благосклонность короля.
В 1417 году князь Бернард Немодлинский выступил в качестве миротворца в споре детей Спытко из Мельштына, который разгорелся вокруг приданого одной из дочерей воеводы краковского, Катарины, жены старшего сына князя Варшавского Януша Мазовецкого. После смерти между 1418 и 1424 годом Евфимии Мазовецкой (вдовы Владислава Опольчика), Бернард вместе со старшим братом Болеславом IV получил во владение город Глогувек. В конце 1424 года Бернард Немодлинский передал Глогувек во владение своему племяннику Болеславу, старшему сыну Болеслава IV.
Вместе со своим старшим братом Болеславом IV Опольским Бернард Немодлинский в 1423 году принимал участие в съезде в Братиславе, организованном германским императором Сигизмундом Люксембургским, где было принято решение о будущем разделе Польши. Князья Опольские должны были получить во владение Серадзскую землю и часть Великой Польши, но после встречи в Кежмарке между Сигизмундом Люксембургским и Владиславом Ягелло в том же 1423 году этот договор остался только на бумаге.
Несмотря на свою верность Люксембургскому дому, князь Бернард Немодлинский в 1424 году принимал участие в коронации новой польской королевы Софии Гольшанской, четвёртой жены Владислава Ягелло, и какое-то время пребывал при дворе польского короля в Кракове.
В конце 1420-х годов в Силезии начались беспорядки, связанные движением гуситов в Чешском королевстве. Для того, чтобы остановить распространение гуситского движения, Бернард Немодлинский заключил вместе с другими силезскими князьями в Стшелине 14 февраля 1427 года оборонительный договор с литовским князем Сигизмундом Корибутовичем (племянником Владислава II Ягелло). Но этот договор так и не был реализован из-за ареста Сигизмунда Корибутовича. В 1428 году князья Болеслав IV и Бернард Немодлинский заключили новое соглашение с чешскими гуситами, но оно не обеспечивало полной безопасности их владений. В 1434 году Бернард Немодлинский, пользуясь неразберихой в Силезии, купил у князей бжегских города Ключборк и Бычина.
Для того, чтобы положить конец взаимным набегам на границе Силезии и Малой Польши, в 1434 году в Бендзине был организован съезд польских сановников и силезских князей, в котором участововали, в том числе, князь Бернард Немодлинский и епископ краковский Збигнев Олесницкий (подписанный договор не был реализован, стычки на границах продолжались до 1460 года, особенно они усилились в 1440-х годах).
В 1438 году после избрания новым королем Чехии одиннадцатилетнего польского королевича Казимира Ягеллона Бернард Немодлинский принес ему оммаж. Но после поражения сторонников Казимира и его последующего отказа от претензий на чешский трон Бернард Немодлинский перешел на сторону его противника, австрийского эрцгерцога Альбрехта Габсбурга, который был коронован королем Чехии 28 июня 1438 года. На съезде во Вроцлаве 3 декабря того же 1438 года князь Бернард Немодлинский принес оммаж Альбрехту Габсбургу как новому королю Чехии.
В 1443 году князь Бернард Немодлинский вместе с племянником Болеславом V Гуситой оспорил законность приобретения Севежского княжества краковским епископом Збигневом Олесницким. Это вызвало новую войну, которая продолжалась с перерывами до 1452 года, что привело к значительному опустошению территории вдоль границы Силезии и Малой Польши (в частности, в период с 1446 по 1448 год Бернард Немодлинский занимал малопольский город Бендзин).
В 1450 году князь Бернард Немодлинский, не имевший наследников мужского пола, отказался в пользу своего племянника Болеслава V Гуситы от Немодлина и Стшельце-Опольске, а сам удалился в Олесно. Одновременно Бернард отказался от своих прав на Опольское княжество в пользу другого своего племянника, князя Николая I Опольского.
2 или 4 апреля 1455 года князь Бернард Немодлинский скончался, завещав оставшуюся часть своих владений племяннику Болеславу V. Где он был похоронен, неизвестно.

## Семья
В 1401 году князь Бернард Немодлинский женился на Ядвиге из Мельштына (ок. 1388 — 23 октября 1424), второй дочери воеводы краковского Спытко из Мельштына (ок. 1364—1399) и венгерской дворянки Эльжбеты Лачкфи. Супруги имели в браке двух дочерей:
- Ядвига, умерла ребёнком
- Анна, умерла ребёнком.